# Zielenogradskij krajewiedczeskij muziej
Zielenogradskij krajewiedczeskij muziej (ros. Зеленоградский краеведческий музей) – muzeum regionalne w Zielenogradsku w obwodzie królewieckim w Rosji.

## Historia
Willa Krell, która stanowi siedzibę muzeum powstała na początku XX wieku. Budynek należał do przemysłowca Israela Pika, a następnie do rodziny prawnika Maxa Krella, który był długoletnim burmistrzem miasta Memel (Kłajpeda). W 1947 roku budynek wykorzystano jako siedzibę biblioteki dla dzieci. 23 marca 2007 roku willa została wpisana do rejestru zabytków pod numerem 391510341360005. Od 2014 roku przeznaczono go na potrzeby muzeum. Obecny adres muzeum to ul. Lenina 6.

## Profil działalności
Powierzchnia ekspozycyjna wynosi 550 m², wystawa jest poświęcona historii miasta i dzielnicy od starożytności do czasów współczesnych; wystawę podzielono na sekcje poświęcone: wpływom rzymskim (I-IV wiek n.e.), życiu za czasów rządów wikingów, zakonu krzyżackiego, życiu mieszkańców wioski rybackiej, czasom miasta-kurortu (XIX wiek), Rosjanom w mieście, walkom w 1945 roku oraz imigrantom napływającym do miasta po II wojnie światowej. W podziemiach budynku zwanych „Piwnicą Sztuki” (ros. Арт-подвал, trl. Art-podval) organizowane są zajęcia artystyczne.

## Galeria

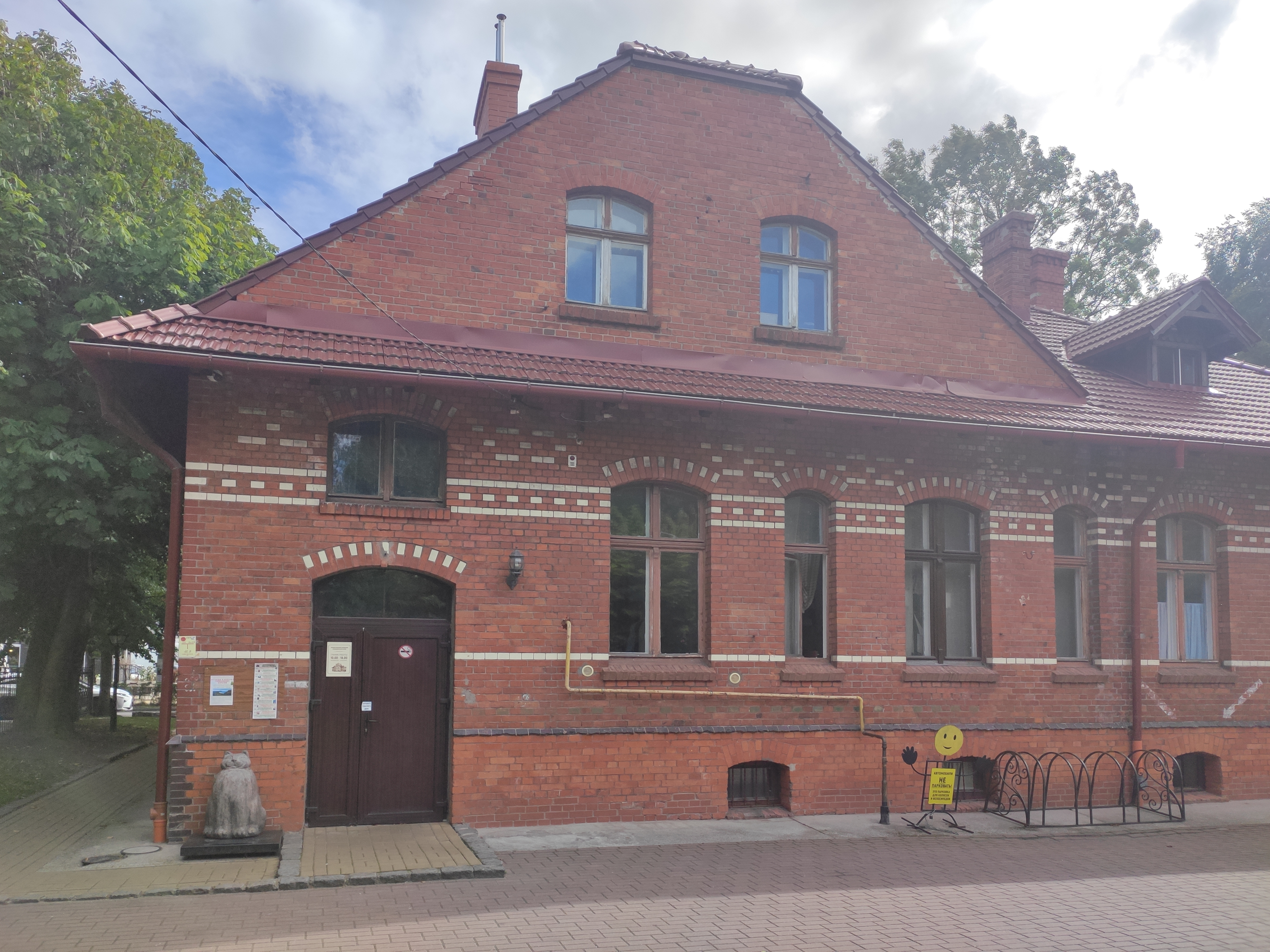
Wejście boczne
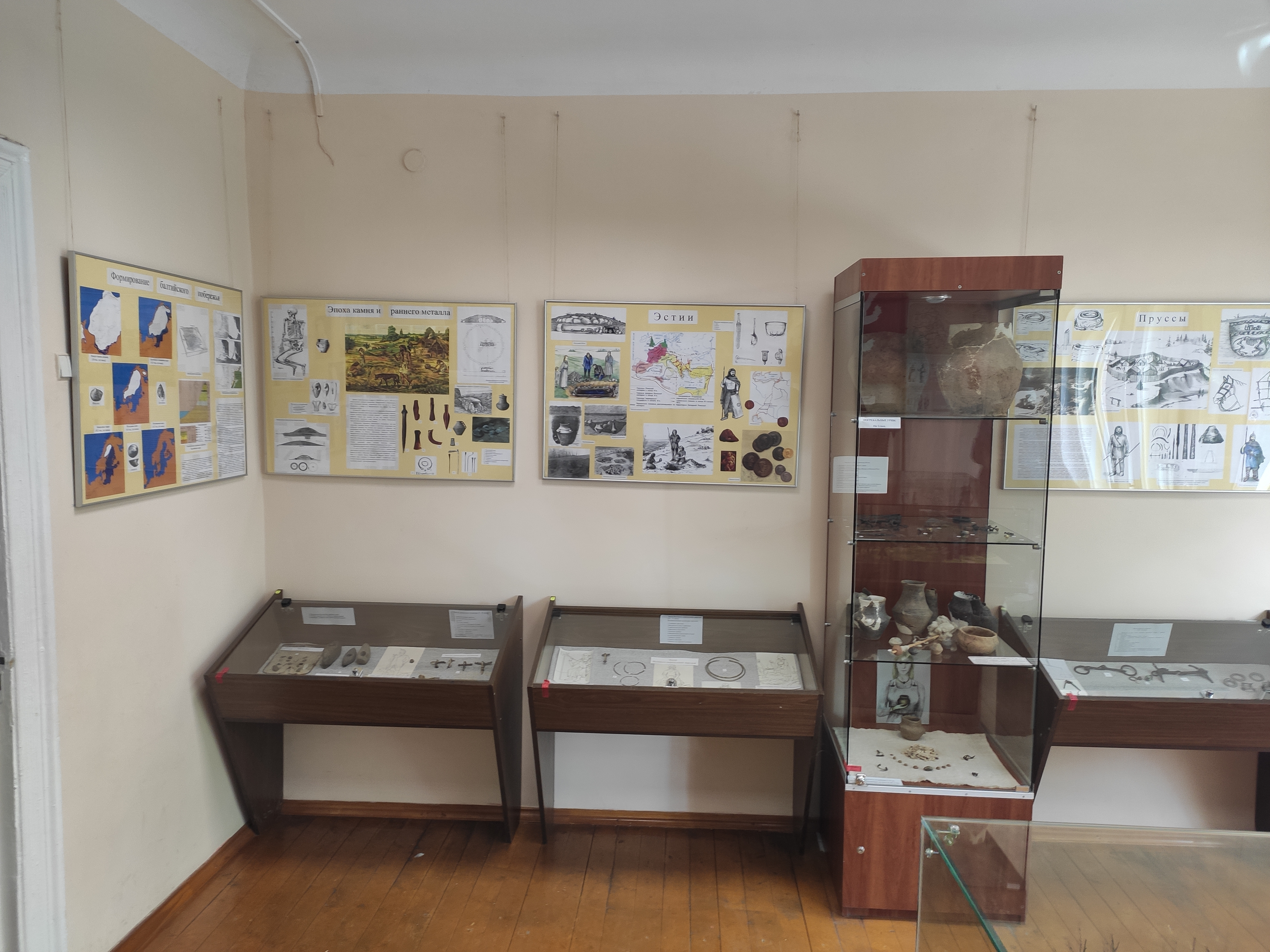
Wystawa archeologiczna
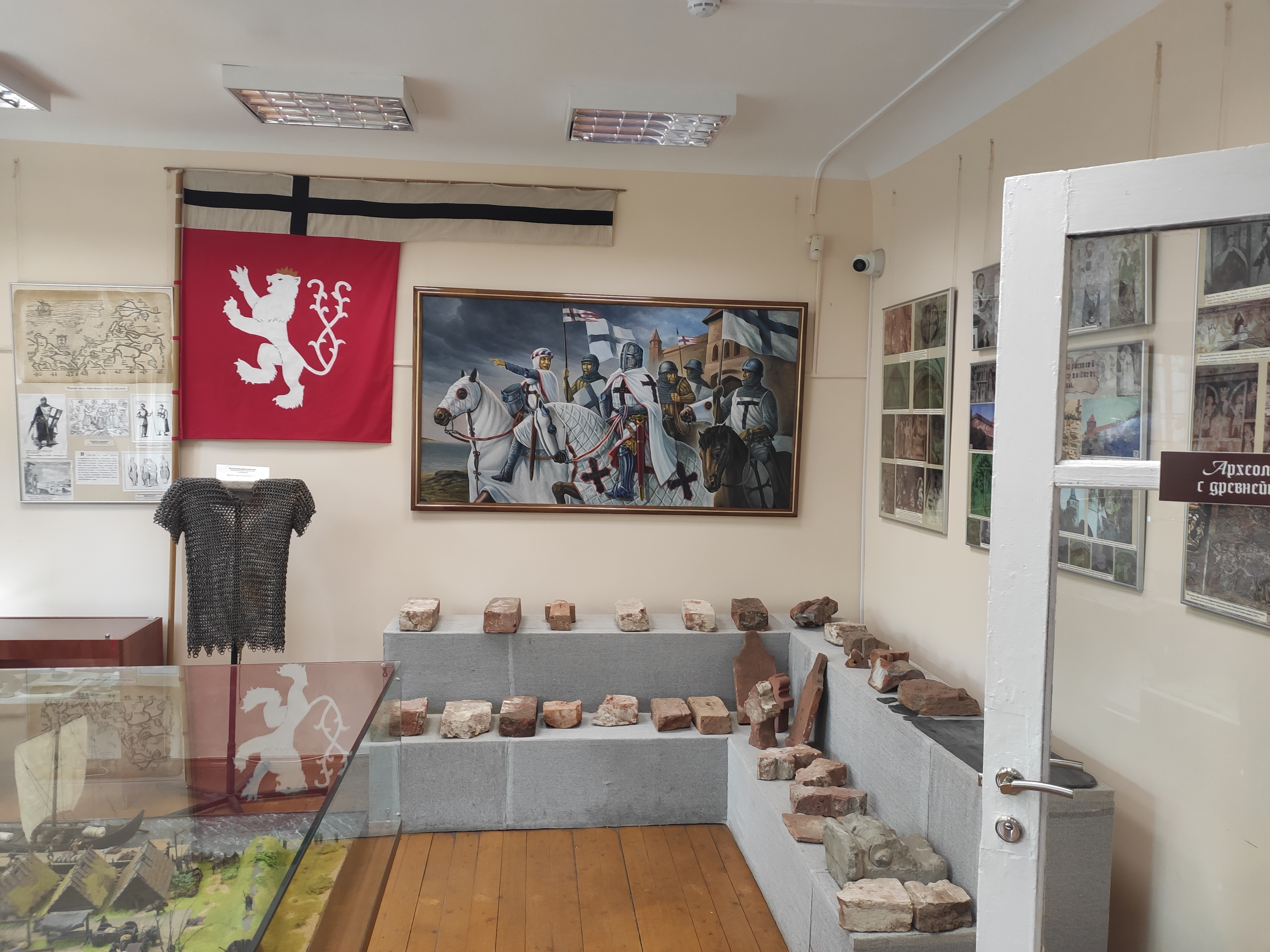
Wystawa poświęcona czasom krzyżaków
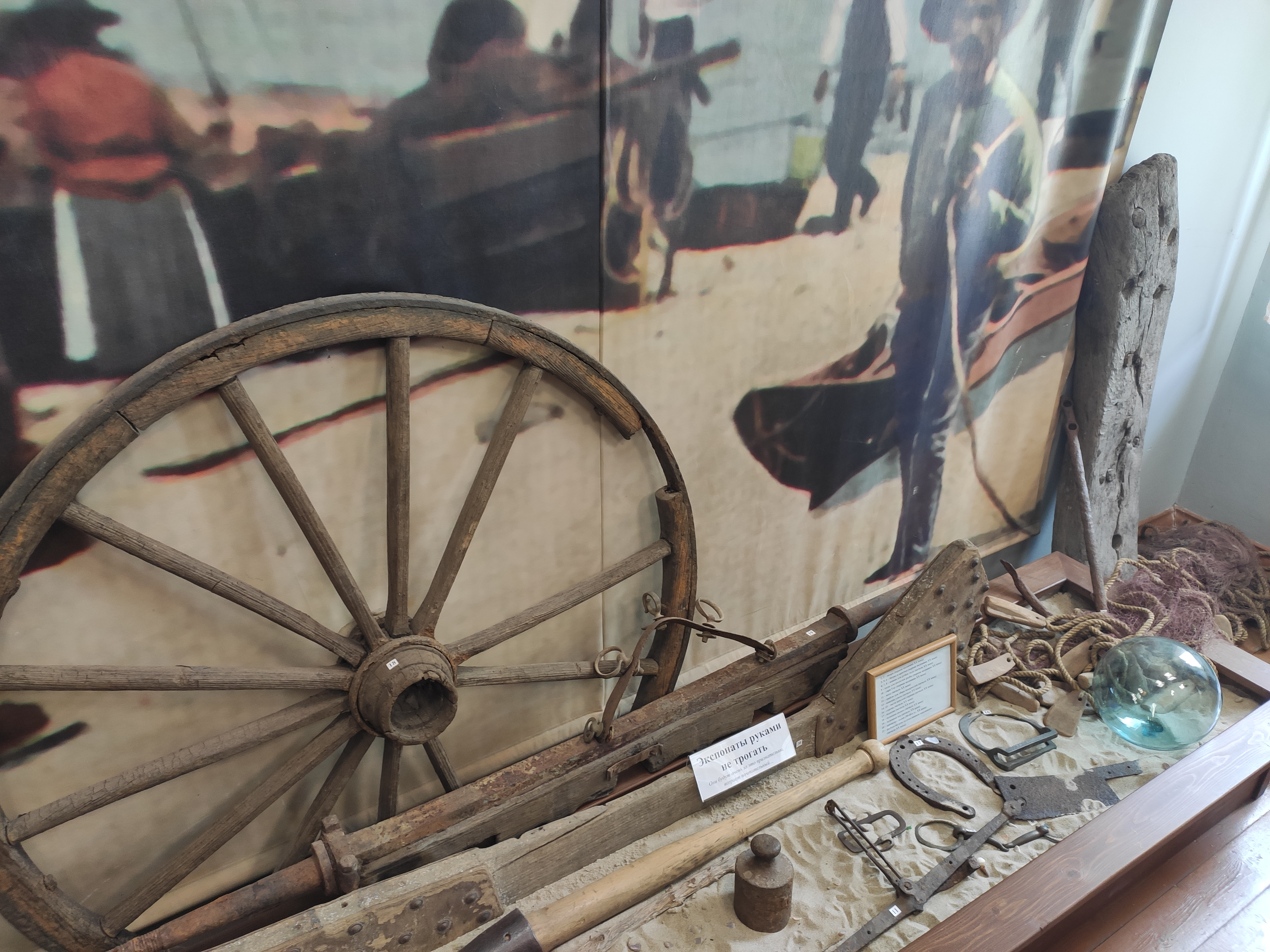
Eksponaty związane z życiem rybaków
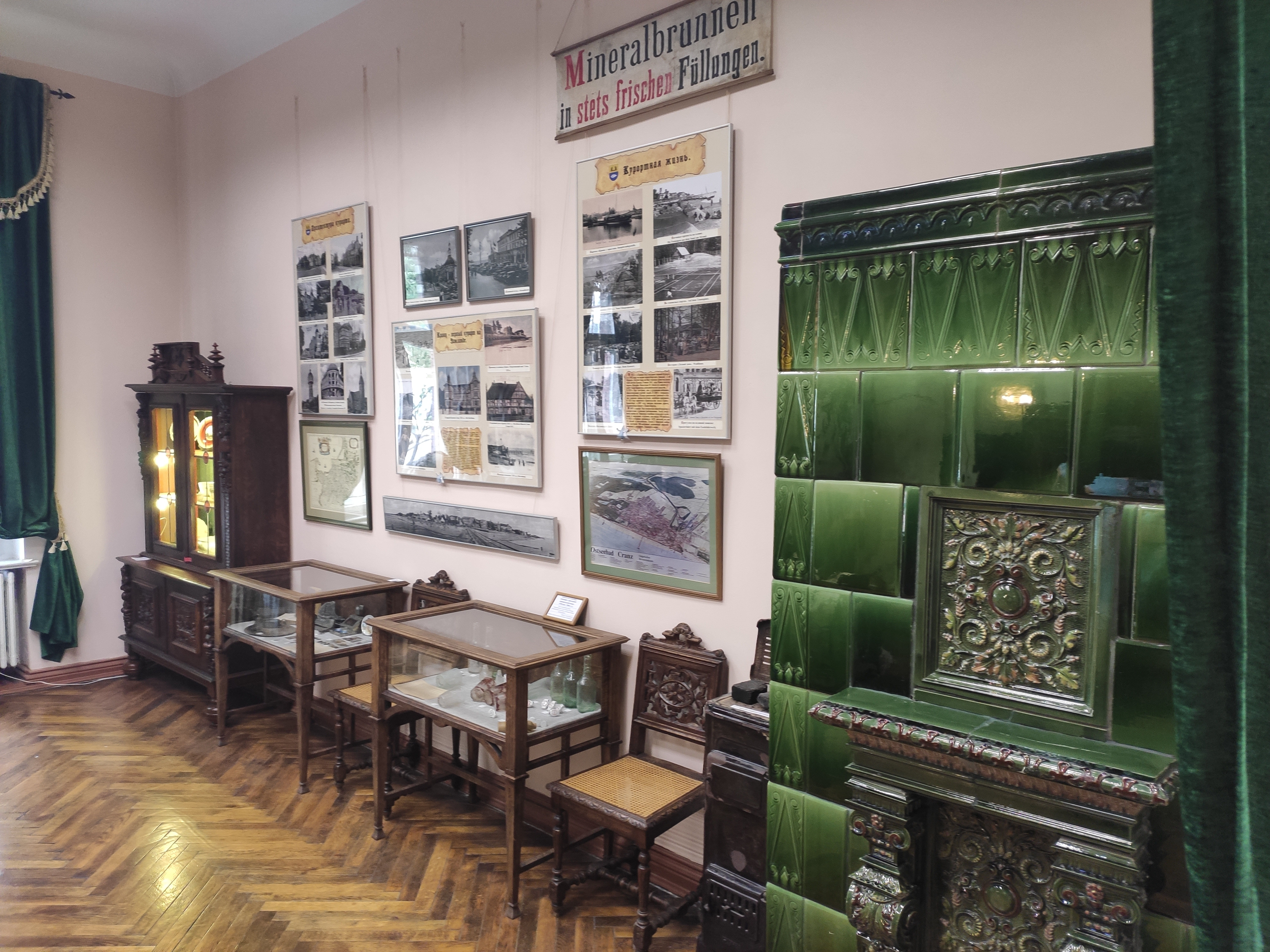
Wystawa o kurorcie
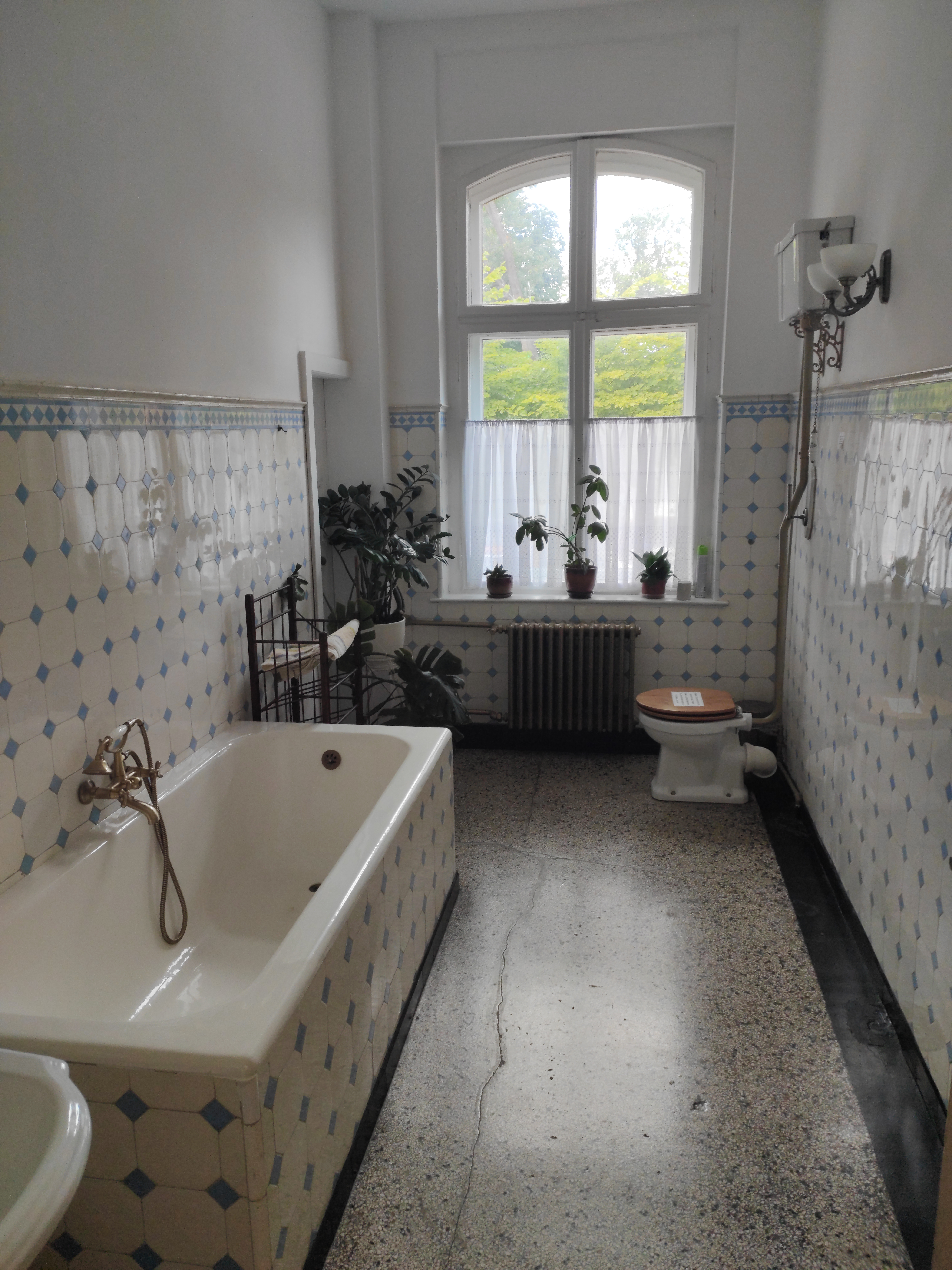
Historyczne wnętrze łazienki
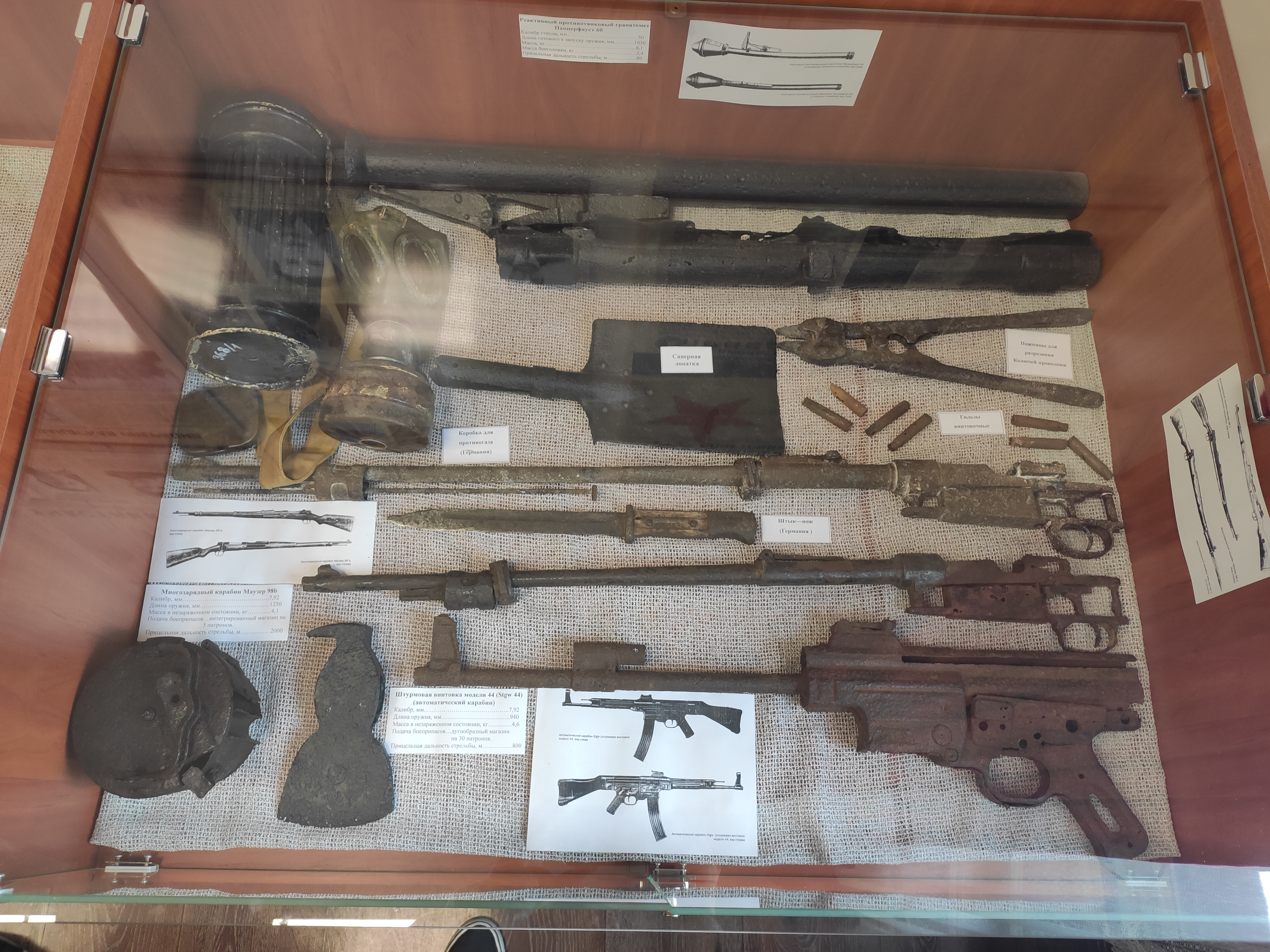
Eskponaty związane z II wojną światową